# Dibranchus tremendus
Dibranchus tremendus is een straalvinnige vissensoort uit de familie van vleermuisvissen (Ogcocephalidae). De wetenschappelijke naam van de soort is voor het eerst geldig gepubliceerd in 1999 door Bradbury.